# 地下室

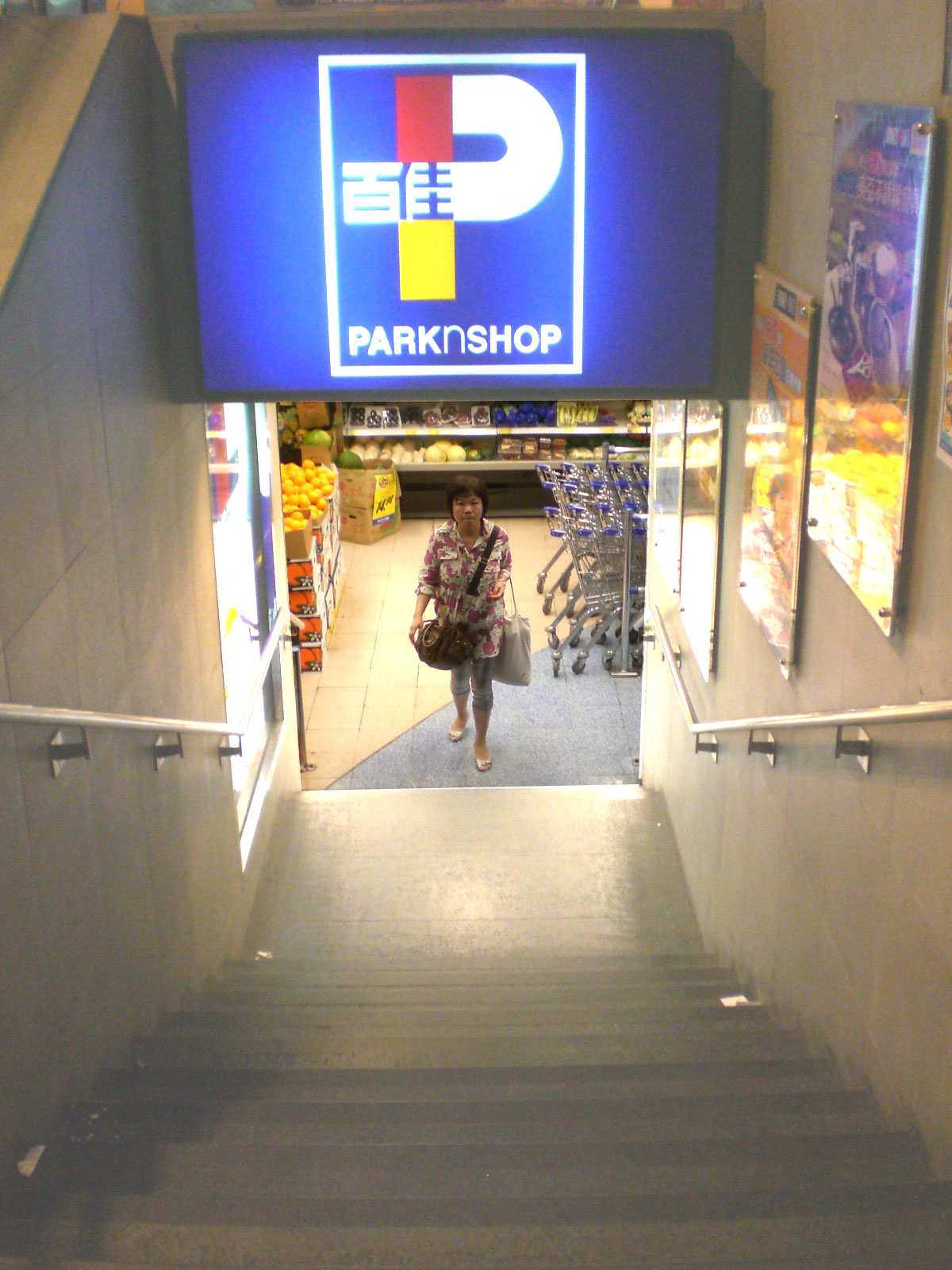
地庫超市

地下室，又名地庫，是建築物、大廈等建築低於地面的一層或多層。樓層郵寄地址英文書寫為B1、B2等，越深層數愈多。

## 簡介
地下室在條件上是空氣比較不流通、陽光不能照射，是次等的生活空間。所以地下室多數用作貨倉、酒窖、機房、停車場之類。在龍捲風經常發生的美國中部平原地區，住宅等建物會設有地窖供龍卷風來襲時避難用。而加拿大在北方寒冷氣候下，地下空間也成為許多建築的標準配備，方便安裝鍋爐以及儲藏。
在寸金尺土的都市，地下室經過通風系統的完善，也可能利用作辦公室、百貨公司、酒吧、商場等。而有些國家會規定戰時地下室需作為防空及避難之用。在地下城、地下街發達的地區，大樓的地下室有通道互聯，加上隧道與地下鐵的交通系統，其用途會更加多樣化。
但在經常有水災的地方，地下室有被水淹沒的危機，因此在進入地下室的入口須裝有防水閘門。

## 命名
各地對地下室有不同的命名方法，香港的地下室如果是只有一層的，該樓層則名為「地庫」（B，Basement），如果是多層的，該樓層則名「第一層地庫」（B1，Basement Level 1）與「第二層地庫」（B2，Basement Level 2）或「地庫一樓」（B1，Basement First Floor）與「地庫二樓」（B2，Basement Second Floor），如果只有兩層地庫也可以分別稱 UB（Upper Basement）與 LB（Lower Basement）。 
- 中國大陸的地下室則名為「負一」（-1）或「負二」（-2）。
- 臺灣的地下室命名，採「地下一樓」、「地下二樓」的命名法，簡稱「B1」（讀作B one）、「B2」（B two）

## 參看
- 防空洞
- 地下街
- 窖藏
- 地道
- 半地下室
- 地牢 (BDSM)